# Mecklenburg-Voor-Pommeren op het Bundesvision Song Contest
Mecklenburg-Voor-Pommeren is een van de zestien Duitse deelstaten die deelnemen aan de Bundesvision Song Contest.

## Overzicht
Mecklenburg-Voor-Pommeren is geen hoogvlieger in de Bundesvision Song Contest. Op negen  deelnames was de vijfde plek van Jennifer Rostock in 2008 met Kopf oder Zahl het hoogst haalbare. In 2013 eindigde de deelstaat voor het eerst op de laatste plaats. Jennifer Rostock heeft ondertussen al twee keer deelgenomen voor Mecklenburg-Voor-Pommeren. Na een vijfde plaats in 2008, eindigde ze in 2011 op de achtste plaats.

## Deelnames
| Jaar | Artiest          | Lied                      | Plaats | Punten | Taal            |
| ---- | ---------------- | ------------------------- | ------ | ------ | --------------- |
| 2005 | Deickind         | Electric super dance band | 14     | 12     | Duits en Engels |
| 2006 | Pyranja          | Nie wieder                | 8      | 50     | Duits           |
| 2007 | Melotron         | Das Herz                  | 13     | 13     | Duits           |
| 2008 | Jennifer Rostock | Kopf oder Zahl            | 5      | 79     | Duits           |
| 2009 | Marteria         | Zum König geboren         | 12     | 23     | Duits           |
| 2010 | Sebastian Hämer  | Is´ schon ok              | 10     | 22     | Duits           |
| 2011 | Jennifer Rostock | Ich kann nicht mehr       | 8      | 66     | Duits           |
| 2012 | The Love Bülow   | Nie mehr                  | 8      | 41     | Duits           |
| 2013 | Guaia Guaia      | Terrorist                 | 16     | 8      | Duits           |
| 2014 | Marteria         | Mein Rostock              | 4      | 101    | Duits           |
| 2015 | Buddy Buxbaum    | Termin im Park            | 15     | 10     | Duits           |

Baden-Württemberg · Beieren · Berlijn · Brandenburg · Bremen · Hamburg · Hessen · Mecklenburg-Voor-Pommeren · Nedersaksen · Noordrijn-Westfalen · Rijnland-Palts · Saarland · Saksen · Saksen-Anhalt · Sleeswijk-Holstein · Thüringen